# Остров пингвинов
«Остров пингвинов» (фр. L'Île des Pingouins) — сатирический фантастический (исторический) роман французского писателя Анатоля Франса, впервые опубликованный в 1908 году.
Это наиболее пессимистическое произведение Франса, перевёденное на многие языки мира, является одним из самых известных среди его работ.

## Содержание
Композиция романа является кольцевой, структурно произведение поделено на восемь книг, которые, в свою очередь, разделены на главы или параграфы. Сюжет и композиция произведения организованы в соответствии с концепцией «сжатой спирали», которая описывает пять взаимосвязанных уровней развития индивида и общества. Витки спирали у Франса — это периоды исторического развития Франции: Древние времена, Средние века и Возрождение, Новое время, Новейшее время. Однако в романе писатель не даёт исторические подробности, не излагает в последовательности исторические события. В произведении сюжетно-композиционная спираль представлена в сжатом виде, так как переосмыслена и заострена с помощью сатиры и аллегории.
Внешняя композиция романа:
Предисловие.
Книга 1-я. Происхождение (8 глав).
Книга 2-я. Древние времена (13 глав).
Книга 3-я. Средние века и Возрождение (7 глав).
Книга 4-я. Новое время. Тринко (3 главы).
Книга 5-я. Новое время. Шатийон (7 глав).
Книга 6-я. Новое время. Дело о восьмидесяти тысячах копен сена (11 глав).
Книга 7-я. Новейшее время. Госпожа Серес (9 глав).
Книга 8-я. Будущее. История без конца (4 параграфа).
В предисловии к роману писатель вводит фигуру некоего Жака Философа, автора комического рассказа о деяниях человечества. Этого героя исследователи называют «вторым „я“» Франса. Главные темы «Острова пингвинов» определяются уже в предисловии.

### Сюжет
В первой книге («Происхождение») рассказывается о том, как монах-праведник Маэль, который пересёк моря в каменном корыте, чтобы обратить язычников в христианство, был вынесен беспокойным морем на остров в Северном Ледовитом океане. Живущие на этом острове гигантские пингвины были по ошибке приняты монахом за людей и крещены им.
После этого в раю созывается собрание (Бог, учёные и богословы, святая Екатерина и др.), которое решает, что необходимо признать действительным таинство крещения и превратить пингвинов в людей. После по просьбе архангела Рафаила Маэль заклинанием «Станьте людьми!» превращает пингвинов в людей с физиологическими особенностями.
В конце первой книги Маэль, скорбящий при мысли о том, что без него вера пингвинов погибнет, задумывает переместить остров к берегам Арморики, что и происходит.
Во второй книге («Древние времена») Маэль пытается сделать из бывших пингвинов верных христиан.
Через некоторое время в пингвиньем обществе появляется иерархия; ложь и насилие управляют людьми-пингвинами.
Средние века и Возрождение рассматриваются в третьей книге.
Следующие четыре книги посвящены Новому времени.
В четвёртой книге («Новое время. Тринко») показана революция, которая подобна Великой французской. В этой книге также присутствуют некоторые сюжетые элементы, напоминающие исторические события, происходившие во Франции в конце XVIII и начале XIX вв.
В центре сюжета пятой книги («Новое время. Шатийон») — заговор духовенства и знати с целью свержения республики и восстановления в политических правах дореволюционного правительства. Заговор терпит поражение.

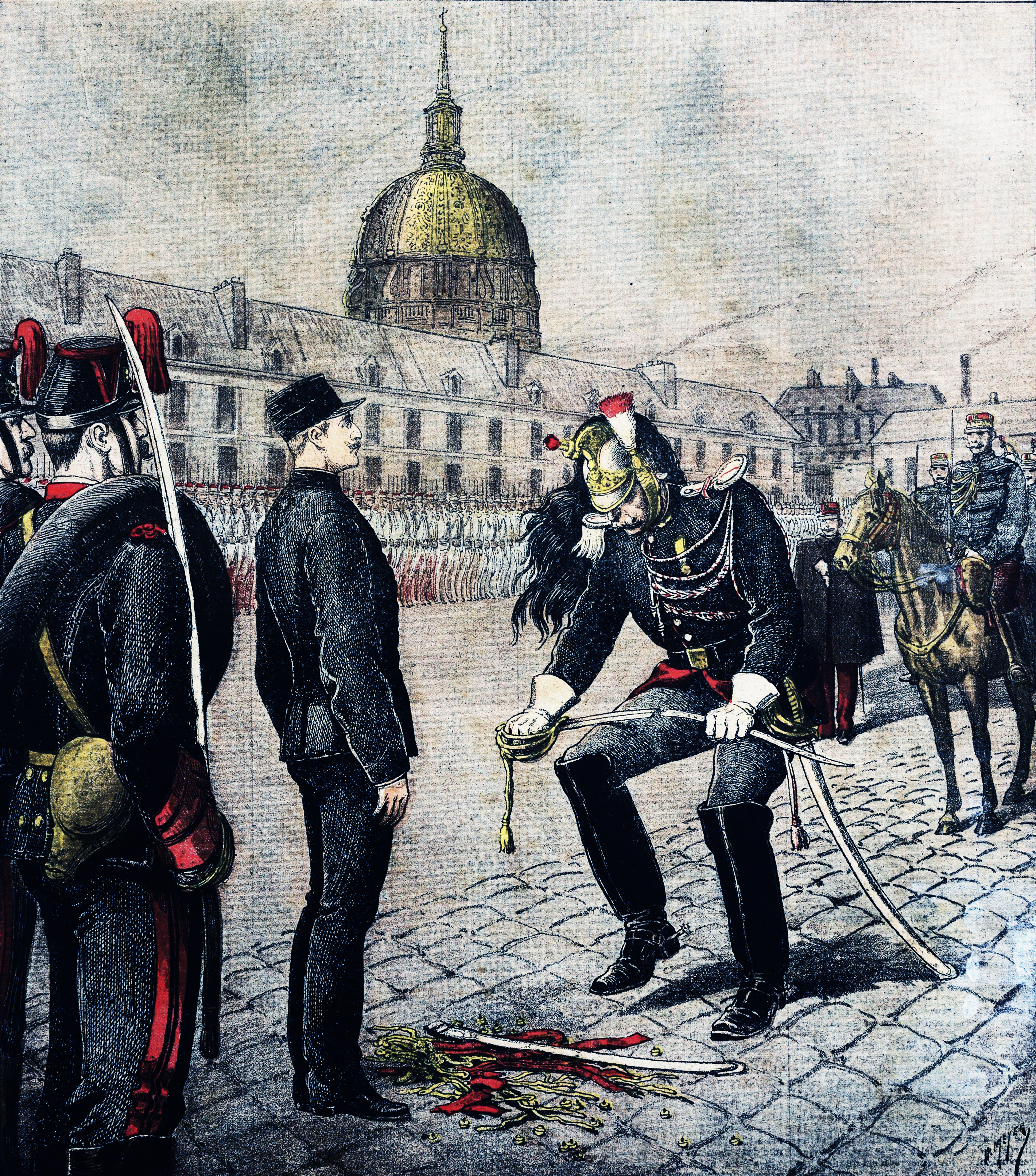
The traitor: Degradation of Alfred Dreyfus, degradation in the Morland Court of the military school in Paris, Анри Мейер

В шестой книге («Новое время. Дело о восьмидесяти тысячах копён сена») рассказывается о деле офицера-еврея Пиро. Здесь высмеивается «дело Дрейфуса».
— Чем больше я размышляю, тем больше убеждаюсь, что именно Пиро украл эти восемьдесят тысяч копен сена. И — характерно для него! — он похитил их, чтобы продать по дешевке дельфинам, нашим заклятым врагам. Гнусная измена!
— В этом нет никакого сомнения, — ответил Пантер. — Остается только найти доказательства.
В седьмой книге («Новейшее время. Госпожа Серес») описываются сложности, которые возникают, когда премьер-министр заводит отношения с женой министра почты. В итоге интрига в значительной степени способствует развязыванию бессмысленной мировой войны.
В восьмой книге («Будущее. История без конца») описывается современный мир и его безудержное стремительное движение, мир, где «утратился вкус к красивым формам и изящным туалетам». «Им стали предпочитать кульбиты клоунов и негритянскую музыку, а настоящее восхищение вызывали у театральной публики только бриллианты на шеях у фигуранток да бруски золота, торжественно проносимые по сцене». В обществе, которое продолжает развиваться технологически, но отстаёт в культурном плане, доминирует класс плутократов, единственная цель которых — накапливать богатства.
Этот режим, «построенный на тщеславии и жадности», провоцирует восстание террористов, которым удаётся нанести невообразимых масштабов ущерб. В результате исчезает не только вся цивилизация, но и память о ней.
История начинается с нового цикла, который пойдёт по тому же пути.

## Художественные особенности
Франс пишет этот роман в традициях, заложенных сатириками Франсуа Рабле и Джонатаном Свифтом. В последней же главе произведения автор предвосхищает антиутопиию XX века и становится тем самым «пионером» научной фантастики.
Отмечают, что Франс для комического эффекта дал своим персонажам имена, основанные на названиях пингвинов в разных языках. Так, фамилия герцога Гретока (Greatauk) созвучна английскому Great Auk — «Большой Пингвин», а название столицы страны пингвинов — Алька (Alca) — связано с наименованием пингвина в испанском языке. Юмором отмечены имена эпизодических персонажей: Обнюбиль (лат. obnubilis) — «окруженный облаками, окутанный туманом»; Кокий (франц. coquille) — «раковина, скорлупа»; Тальпа (лат. talpa) — «крот»; Коломбан (от лат. columba) — «голубь, голубка» и т. п.

## Оценка

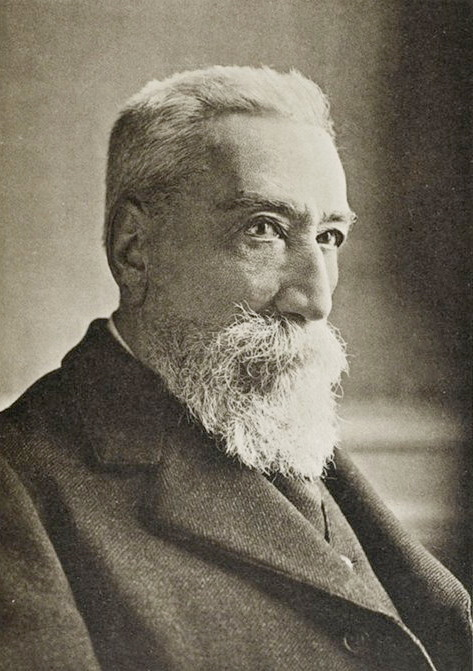
Франс в 1921 году

- Венгерский писатель М. Бабич назвал произведение могущественным творением[9].
- Литературовед В. Дынник: «„Остров пингвинов“ — самое затейливое творение Анатоля Франса. Смелая игра фантазии, непривычный поворот привычных образов, дерзкое вышучивание общепринятых суждений, все грани комизма — от буффонады до тончайшей насмешки, все средства разоблачения — от плакатного указующего перста до лукавого прищура глаз, неожиданная смена стилей, взаимопроникновение искусных исторических реставраций и злобы дня — всё это поразительное, сверкающее разнообразие составляет вместе с тем единое художественное целое»[10].
- Литературовед О. Ф. Жилевич: «В „Острове пингвинов“ прозаик обращается к универсальным вопросам, заостряя их с помощью сатиры и прозрачной аллегории. Создавая при этом сюжетно оттянутые ситуации, далёкие от реальности, автор добивается фокусирования внутренней идеи повествования. <…> На первом плане в „Острове пингвинов“ общечеловеческие, социально-общественные, антивоенные и антиклерикальные вопросы. Осуждение А. Франсом общественно-социального строя (частной собственности и государственной власти, религии и церкви, армии и суда, науки и культуры) носит всеобъемлющий характер».
- Г. Б. Фитч говорит о влиянии иллюстраций Жана Гранвиля на концепцию острова Пингвинов[11].
- В учебнике по истории зарубежной литературы конца XIX — начала XX века под редакцией В. М. Толмачёва представлены такие размышления: «История Франции по воле Франса <…> представлена как нонсенс. Карл Великий, Жанна д’Арк, Наполеон, даже Золя <…> — все значимые для француза имена являются материалом для серии гротескных картинок из жизни Пингвинии, страны неуклюжих птиц, не умеющих летать, птиц, которых когда-то по ошибке окрестил подслеповатый святой. В результате они и не стали вполне людьми, и перестали принадлежать миру природы»[5].

## Примечание
1. ↑  А. Франс. Остров пингвинов. Роман. — М.: Худож. лит, 1974.
2. ↑  А. Франс. Преступление Сильвестра Боннара. Остров пингвинов. Боги жаждут. — М.: Издательство «Художественная литература», 1970. — Серия «Библиотека всемирной литературы». Серия третья. Литература XX века. Том 193.
3. ↑  Bryant, William M (July 1909). «Salvation by Natural Forces». The Sewanee Review. 17 (3): 289—308.
4. ↑  Porter, Dennis (January-March 1972). «Anatole France and the Liberalism of Resignation». Journal of the History of Ideas. 33 (1): 101—114.
5. 1 2 3  Зарубежная литература XIX — начала XX века / под ред. В. М. Толмачёва. — М., 2003.
6. ↑  Не все исследователи придерживаются этой точки зрения. Так, В. Дынник пишет: Исторические факты и характерные приметы различных эпох Франс <…> рассыпает в «Острове пингвинов» щедрой рукой. Всё это, однако, отнюдь не превращает «Остров пингвинов» в роман исторический. Сама история, художественно переосмысленная великим французским сатириком, служит ему лишь плацдармом для сатирических атак на современную капиталистическую цивилизацию.
7. ↑  Anatole France: “La Isla de los Pingüinos”.- (англ.). La Audacia de Aquiles (5 июня 2008). Дата обращения: 27 апреля 2021. Архивировано 30 апреля 2021 года.
8. ↑  Последний (10-й) элемента внешней композиции данной книги называется Апогей пингвинской цивилизации.
9. ↑  Babits Mihály: A kételkedés kötelessége. epa.oszk.hu. Дата обращения: 27 апреля 2021. Архивировано 30 апреля 2021 года.
10. ↑  Дынник В.: Всеобщая история нелепостей (Роман Анатоля Франса «Остров пингвинов»). 20v-euro-lit.niv.ru. Дата обращения: 27 апреля 2021. Архивировано 26 мая 2017 года.
11. ↑  Fitch, Girdler B (November 1938). «Did Grandville Inspire the Ile des Pingouins?». Modern Language Notes. 53 (7): 527—529.